# De drabbade
De drabbade est une série télévisée suédoise créée par Hans Rosenfeldt et Måns Mårlind.

## Distribution
- Eric Ericson : Jocke
- Lia Boysen : Ljus
- Lotta Karlge : Anna-Lena
- Eva Röse : Jasmine
- Thérèse Brunnander : Kicki
- Omid Khansari : Ismael
- Paprika Steen : Charlotte
- Magnus Krepper : Åke
- Søren Pilmark : Jens
- Dag Malmberg : Tobiasson
- Ron Jones : Adelyns far
- David Hayman : Häxjägaren
- Gustaf Hammarsten : Sandvall